# Baloncesto 3×3
El baloncesto 3x3 o básquet 3x3 es una modalidad del baloncesto que se juega en una sola canasta y con tres jugadores por equipo. Impulsado por la FIBA, ya se ha disputado en competiciones oficiales internacionales, como los Juegos Olímpicos de Tokio 2020. Si bien el juego ya existía con anterioridad, la FIBA lo reglamentó y creó campeonatos internacionales para el mismo. Desde 2012 se disputa la Copa Mundial FIBA de Baloncesto 3x3, que también es organizada por la FIBA.
El baloncesto 3×3 es el deporte de equipo urbano número uno del mundo.

## Reglas del juego

### Generalidades

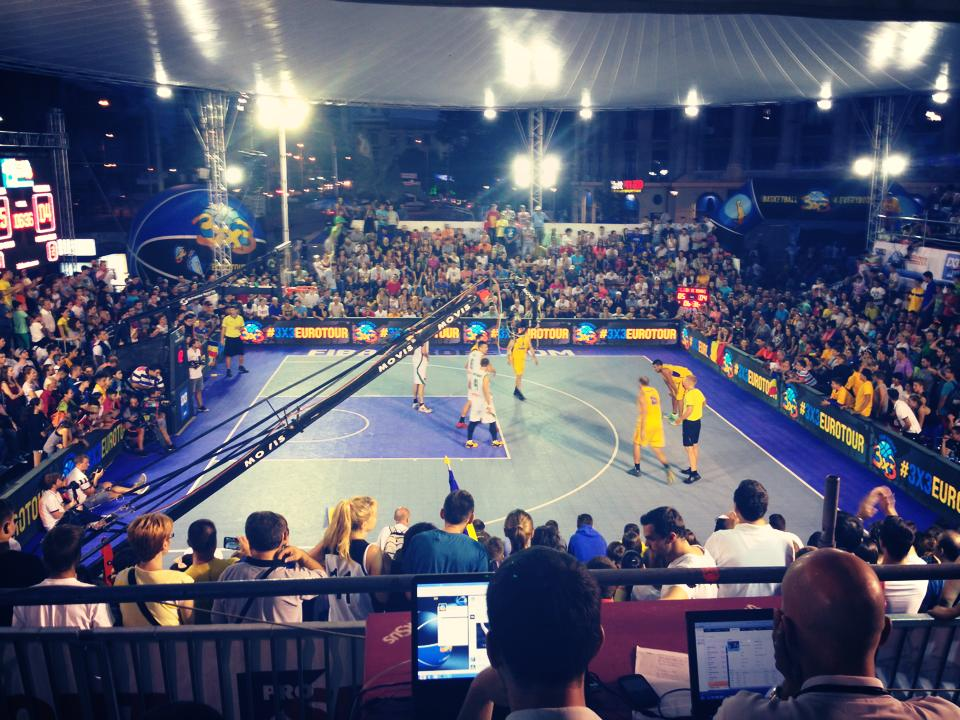
Una cancha de baloncesto 3×3 en el Campeonato Europeo de la FIBA de 2014.

El deporte se practica en una cancha de 15 metros de ancho y 11 metros de fondo. El ancho es igual a una cancha de baloncesto, mientras que el fondo es inferior a media cancha, aunque también se admite que se juegue usando media pista de baloncesto. La cancha tiene una sola canasta y ambos equipos alternan entre ataque y defensa; el que tiene la posesión de la pelota es el que ataca y el otro defiende. Cada equipo tiene tres jugadores en el campo (de ahí el nombre de la disciplina) y pueden tener un sustituto en el banco, es decir son equipos compuestos de cuatro componentes. Al igual que en el baloncesto tradicional, no hay límite de cambio de jugadores, pero los relevos solo pueden realizarse con el juego parado.
La cancha deberá tener una línea de tiros libres ubicada a 5,80 metros de la línea de fondo de la pista, donde se ubica la canasta. El tablero de la canasta se sitúa en el interior del campo a 1,2 m de la línea de fondo y el centro del aro a 0,375 m adicionales, como en el baloncesto normal. También debe tener un arco a 6,75 metros alrededor del aro y un semicírculo debajo de este. Las canastas desde dentro del arco y los tiros libres valen un punto y las canastas desde el exterior del arco valen dos puntos.

### Partido
El partido comienza con un sorteo para determinar qué equipo comienza con la primera posesión, el cual hace de atacante y el otro de defensor. El comienzo del juego se hace desde fuera de la zona del arco pasando el balón un jugador atacante a uno defensor, el cual se lo devuelve. Cuando el jugador atacante recibe el balón, comienza a contar el tiempo.
Cuando un equipo encesta, el juego continúa sin detenerse, pasando la posesión del balón al equipo que defendía, que continuará el juego sin tener que realizar ningún saque. Lo mismo sucede si el equipo defensor recupera un balón antes de una canasta. Para poder atacar, el equipo que defendía debe sacar el balón al exterior del arco de dos puntos, ya sea con un pase o botando el balón fuera de la zona del arco, convirtiéndose en ese momento en atacante y el otro equipo en defensor. Mientras un jugador defensor que ha cogido un balón, antes o después de una canasta, se encuentre dentro del semicírculo que hay debajo del aro, no puede ser atacado, cometiéndose falta si se invade el semicírculo. Esta norma es para que pueda sacar el balón al exterior del arco y poder realizar el ataque.
Mientras el equipo defensor que recupera el balón tras un rebote no saque el balón al exterior de la zona del arco, el otro equipo continúa en ataque, por lo que una nueva recuperación del balón por el equipo atacante no requiere sacar el balón al exterior del arco, pudiendo encestar directamente.
Los partidos duran 10 minutos, y el reloj se detiene cada vez que la pelota «está muerta» o se comete una falta. Las posesiones de balón son de 12 segundos, la mitad del tiempo permitido en baloncesto. Cada equipo dispone de un tiempo muerto de 30 segundos que podrá solicitar cuando el juego esté parado.

### Ganador del partido
El primer equipo en anotar 21 puntos o más gana el partido si esto sucede antes de los 10 minutos. Si en cambio, al cabo de los diez minutos, ningún equipo superó esa marca, gana el que tenga mayor puntaje. En el caso de existir un empate al cabo de los diez minutos, se dará un minuto de descanso y luego se jugará un tiempo adicional, el cual durará hasta que un equipo logre anotar 2 puntos más que el otro. En el tiempo adicional, el primer saque lo realiza el equipo contrario al que ha realizado el primer saque del partido.

### Faltas
Las faltas son similares a las del baloncesto, pero cambia el modo de contabilizarlas. Un equipo «entra en falta» tras cometer seis faltas, y a partir de la décima falta cometida se considerarán «faltas técnicas». A diferencia del baloncesto común, ningún jugador es excluido por acumulación de faltas (únicamente por dos faltas antideportivas).
Por cada falta dentro del arco se dará la posibilidad de lanzar un tiro libre al equipo que la recibió. Por cada falta fuera del arco se darán dos tiros libres. Una vez el equipo entra en falta, en las faltas 7, 8 y 9 se otorgarán dos tiros libres, independientemente de la zona donde se cometa la falta, y a partir de la décima falta se otorgan dos tiros libres y la posesión del balón. Si una falta se comete durante un tiro a canasta que termina entrando, vale la canasta y se concede siempre un tiro libre adicional. Las faltas de un jugador atacante no dan tiros libres salvo que se considere una falta técnica o antideportiva.
Las faltas pitadas por el árbitro como «falta técnica» antes de la décima falta del equipo, dará siempre posesión del balón después de los tiros libres que correspondan, y las faltas antideportivas darán siempre dos tiros libres y posesión del balón.
Tras un tiro libre que disponga un equipo, si este no va continuado de otro tiro libre o de una posesión de balón, en caso de que falle la canasta el juego continuará en rebote, pudiendo ser jugado el rebote por cualquier equipo.

### Puesta en juego del balón
Cuando se anota un tanto, el equipo que lo recibió pondrá en juego el balón desde el semicírculo que hay debajo del aro, teniendo que hacer un pase a otro jugador en el exterior del arco. Cuando el equipo defensor recupera un balón, deberá llevarlo fuera del arco para poder empezar a atacar y tirar a canasta.

## Expansión
La FIBA busca desarrollar y fomentar el baloncesto en todo el mundo utilizando el 3x3, teniendo en cuenta que es un juego más sencillo y fácil de practicar, puesto que se necesita una cancha más pequeña y un solo aro.

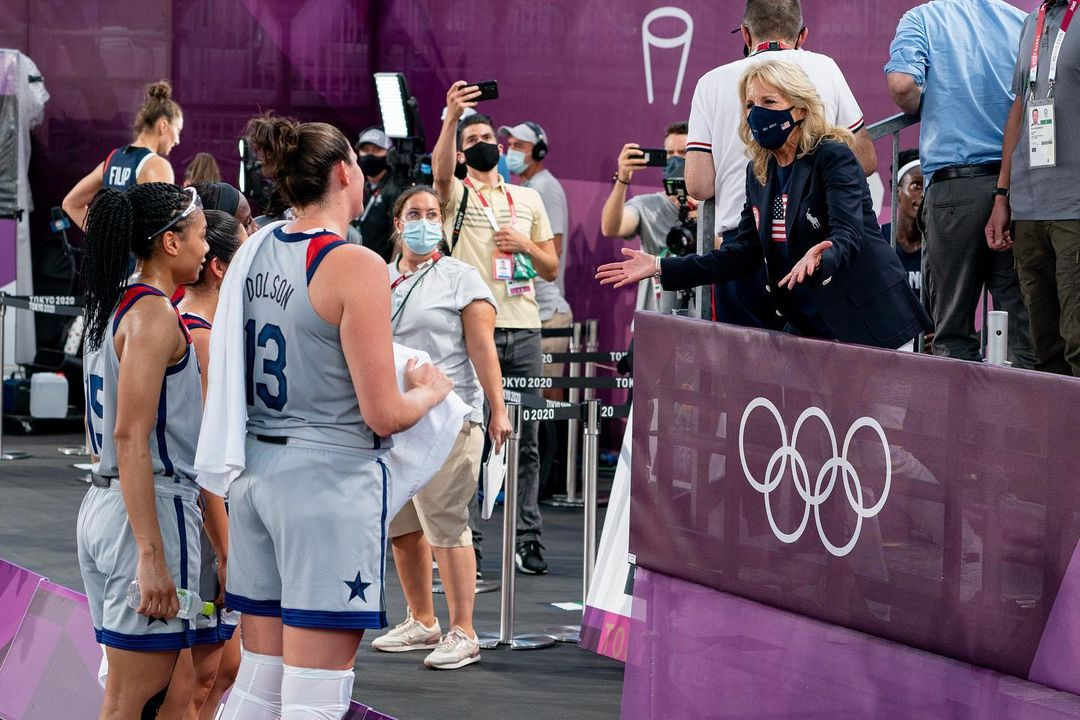
El equipo estadounidense tras una victoria en los Juegos Olímpicos de Tokio 2020.

El deporte se incluyó, por primera vez en una competencia internacional, en los Juegos Asiáticos en sala 2007. Más tarde pasó a ser incluido en los Juegos Asiáticos Juveniles, y posteriormente, en los Juegos Olímpicos Juveniles. La disciplina fue introducida en los Juegos Olímpicos de Tokio 2020.

...consolidar nuestra disciplina 3x3. Se ha formado un Buró Consultor y hemos incorporado gente a este grupo que no están específicamente dentro de la estructura FIBA, pero que puede ayudar mucho. Estamos muy optimistas y confiados en que vamos a obtener la codiciada designación por el Comité Olímpico Internacional (COI) para que el 3x3 sea incluido en los Juegos Olímpicos. Cuando esto suceda, será una confirmación y celebración de nuestros esfuerzos.
Hay una solo FIBA y un solo baloncesto, pero es una nueva fórmula que nos permitirá incorporar a la familia del baloncesto todas aquellas personas que estaban fuera de nuestra estructura y separadas del juego.
Horacio Muratore, presidente FIBA.

## Competiciones internacionales

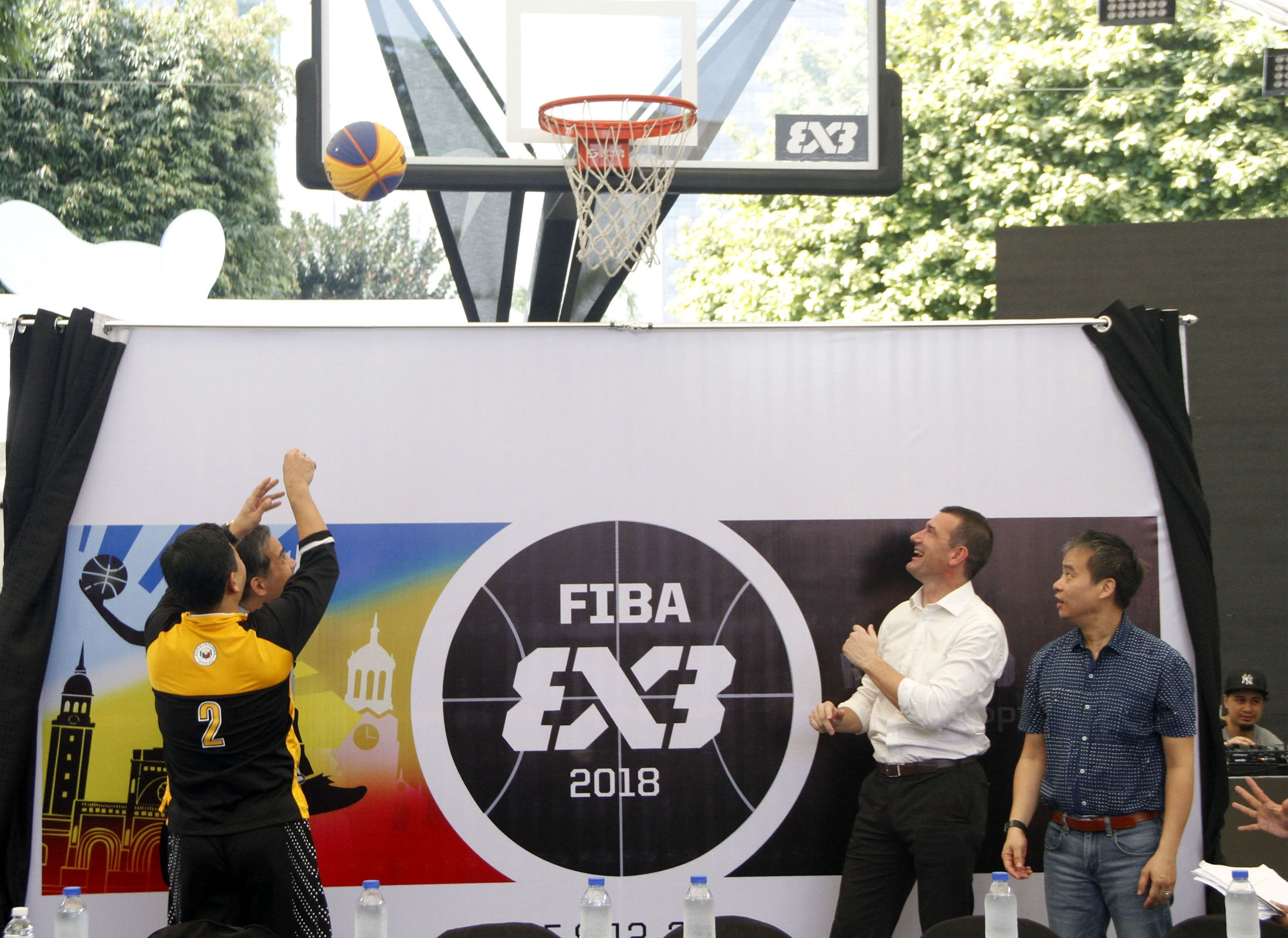
Inauguración del Campeonato Mundial FIBA de Baloncesto 3x3 de 2018.

Actualmente existen varias competencias internacionales organizadas por FIBA. Desde 2010 se crearon los Mundiales sub-18 y el Tour Mundial. También existe el 3x3 All Stars y el Campeonato Mundial FIBA de Baloncesto 3x3.